# La Vénitienne et autres nouvelles
La Vénitienne et autres nouvelles est un recueil de nouvelles écrites par Vladimir Nabokov entre 1923 et 1924 (excepté Le Lutin, qui date de janvier 1921 et d'Un conte de Noël daté de 1928).
L'édition française de Folio contient également les deux essais Le Rire et les Rêves (Laughter and Dreams) et Bois Laqué (Painted Wood) tous deux écrits en anglais et publiés pour la première fois en octobre 1923 dans la brochure trilingue d'un cabaret russe.

## Le recueil
Ce recueil de nouvelles contient notamment quatre nouvelles totalement inédites, qui sont La Vénitienne (écrite à la fin septembre 1924, mais publiée pour la première fois en 1995), Bruits, Ici on parle russe et Le Dragon. Pour les autres nouvelles, certaines n'avaient pas été rendues disponibles depuis leur publication dans des journaux de l'époque, alors que d'autres s'étaient retrouvées dans le recueil de nouvelles et de poèmes intitulé Le Retour de Tchorb.
Si l'ensemble du travail ne constitue pas la plus belle part de l'œuvre de Nabokov, la nouvelle La Vénitienne reste excellente et rappelle l'amour de l'auteur russe pour l'art vénitien (L'œuvre dont il est question est attribuée à Sebastiano del Piombo, grand artiste de cette période). La nouvelle conte en effet l'histoire d'une peinture qui, grâce à sa perfection et à son réalisme, "aspire" les personnes en son sein, trompant les protagonistes du seul fait de la magie de ses détails.

## Nouvelles du recueil
En russe
- Le Lutin (Niéjit, 1921)
- Un coup d'aile (Oudar kryla, 1923-24)
- Bruits (Звуки, 1923 *inédite)
- Ici on parle russe (Govoriat po-rousski, 1923-24 *inédite)
- Les Dieux (Bogi, 1923-24)
- La Vengeance (Месть, 1924)
- Bonté (Благость, 1923-24)
- Le Port (Port, 1923-24)
- La Bagarre (Draka, 1923-24)
- La Vénitienne (Venetsianka, 1923-24 *inédite)
- Le Dragon (Drakon, 1923-24 *inédite)
- Le Rasoir (Britva, 1923-24)
- Un conte de Noël (Rojdestvienski rasskaz', 1928)
- Pluie de Pâques (Paskhal' nïi dojd, 1923-24)

En anglais
- Le Rire et les Rêves (Laughter and Dreams, 1923)
- Bois laqué (Painted Wood, 1923)